# فدراسیون جهانی هاکی
فدراسیون جهانی هاکی (انگلیسی: International Hockey Federation) نهاد اداره‌کننده مسابقات هاکی روی چمن و هاکی سالنی در سطح جهان است.
این سازمان در سال ۱۹۲۴ تأسیس شده و مقر آن لوزان، سوئیس است.